# هاريماو مودا أ
هاريماو مودا أ هو نادي كرة قدم ماليزي أٌسس عام 2009.